# Eesti meistrid 1943
Il campionato era formato da sei squadre e il JS Estonia Tallinn vinse il titolo.

## Classifica finale
| Pos | Club                      | G  | V | N | P | GF | GS | Dif | Punti |
| --- | ------------------------- | -- | - | - | - | -- | -- | --- | ----- |
| 1   | JS Estonia Tallinn        | 10 | 7 | 2 | 1 | 27 | 19 | +8  | 16    |
| 2   | VS Sport Tallinn          | 10 | 5 | 2 | 3 | 21 | 13 | +8  | 12    |
| 3   | Pärnu Tervis              | 10 | 4 | 2 | 4 | 31 | 25 | +6  | 10    |
| 4   | Narva Spordiklubi         | 10 | 3 | 2 | 5 | 19 | 26 | -9  | 8     |
| 5   | Tartu Politsei Spordiring | 10 | 3 | 1 | 6 | 18 | 25 | -7  | 7     |
| 6   | Tallinna Spordiklubi      | 10 | 3 | 1 | 6 | 14 | 22 | -8  | 7     |

G = Partite giocate; V = Vittorie; N = Nulle/Pareggi; P = Perse; GF = Goal fatti; GS = Goal subiti; Dif = differenza reti; 